# Liste der Monuments historiques in Gourdan-Polignan
Die Liste der Monuments historiques in Gourdan-Polignan führt die Monuments historiques in der französischen Gemeinde Gourdan-Polignan auf.

## Liste der Bauwerke
| Bezeichnung                   | Beschreibung              | Standort             | Kennzeichnung | Schutzstatus | Datum          | Bild |
| ----------------------------- | ------------------------- | -------------------- | ------------- | ------------ | -------------- | ---- |
| Brèche du Picon               |                           | Les Hountetes (Lage) | PA00094344    | Classé       | 1956           |      |
| Grotte de l’Éléphant (Grotte) |                           | Bouchet (Lage)       | PA00094345    | Classé       | 1956 2014 2015 |      |
| Brücke über die Garonne       | Erbaut im 19. Jahrhundert | (Lage)               | PA00094346    | Inscrit      | 1984           |      |

## Weblinks

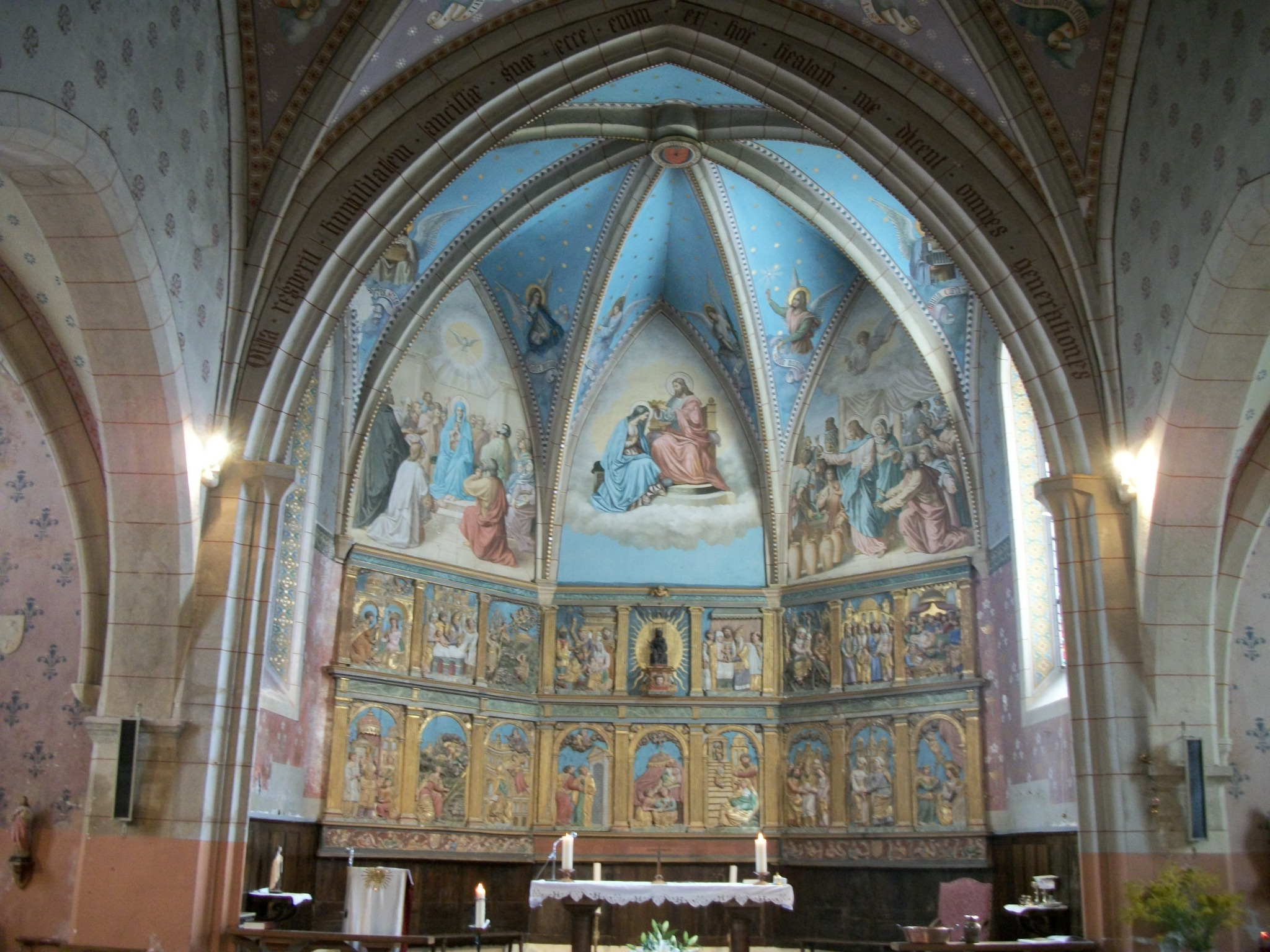
Retabel des Hauptaltars in der Kapelle Notre-Dame in Polignan